# Erla Prollius
Erla Prollius (* 24. September 1940 in Bayreuth) ist eine deutsche Schauspielerin, Hörspielsprecherin und eine Schauspiellehrerin.

## Leben und Wirken
Die gebürtige Bayreutherin erhielt in München und Hamburg eine Schauspiel- und Tanzausbildung. Anschließend begann sie nahezu zeitgleich am Theater und in Fernsehproduktionen aufzutreten. Zu ihren Bühnenstationen zählen unter anderem Zürich, Berlin, Hamburg, Darmstadt, Mannheim und Braunschweig. Daneben arbeitete Erla Prollius auch für den Hörfunk und machte Synchron. Im Fernsehen, für das sie vor allem in den 1960er bis in die ausgehenden 1980er Jahre hinein arbeitete, sah man Erla Prollius vor allem in kleinen bis mittelgroßen Rollen. In ihren späten Jahren hat die Wahl-Hamburgerin primär als Schauspiel-Coach gearbeitet.

## Filmografie
- 1962: Woyzeck
- 1962: Das lange Weihnachtsmahl
- 1963: Feuer lodern überall
- 1965: Der Familientag
- 1966: Gaspar Varros Recht
- 1969: In einem Monat, in einem Jahr
- 1969: Saids Schicksale
- 1970: Der Mann am Strick
- 1972: Tod im Studio
- 1975: LH 615 – Operation München
- 1976: Menschenfresser
- 1981: St. Pauli-Landungsbrücken (TV-Serie, eine Folge)
- 1979–1982: Kümo Henriette (TV-Serie, mehrere Folgen)
- 1984: Die Lehmanns (TV-Serie, eine Folge)
- 1985: Betrogen
- 1989: Abschied vom falschen Paradies
- 1989: Hard Days, Hard Nights
- 1989–1991: Zwei Münchner in Hamburg (TV-Serie, mehrere Folgen)
- 1992: La Paloma fliegt nicht mehr
- 2000: Mordkommission (TV-Serie, eine Folge)
- 2010: Das Arbeitszimmer

## Hörspiele (Auswahl)
- 1963: Jörg von Liebenfelß: Eine ganz gewöhnliche Geschichte – Regie: Jörg Franz
- 1963: Lester Powell: Die Dame im Schnee (6 Teile) – Regie: Albert Carl Weiland; Helmut Peter
- 1964: Ernst Hall: Glocken des Todes (6 Teile) – Regie: Rolf von Goth
- 1964: Michael Noonan: Der fliegende Doktor (6 Teile) – Regie: Heinz Dieter Köhler
- 1964: Claude Mauriac: Das Gespräch – Regie: Otto Kurth
- 1964: Ludwig Tieck: Vittoria Accorombona (6 Teile) – Regie: Otto Kurth
- 1965: Theodor Fontane: Unwiederbringlich (6 Teile) – Regie: Heinz Wilhelm Schwarz
- 1965: Andrzej Mularczyk: Onkel Albert – Regie: Otto Kurth
- 1985: Sigbert E. Kluwe: Die Ausserirdischen – Regie: Michael Leye
- 1989: Edwin Ortmann: Essen oder gegessen werden: Zwei Frauen ganz in Weiß – Regie: Hans Gerd Krogmann
- 2007: Hendrik Lorenzen: Neozoen – Regie: Hendrik Lorenzen
- 2011: Dunja Arnaszus: Die letzte Schlacht – Regie: Dunja Arnaszus